# زمین‌بسپار
زمین‌بسپار یا ژئوپلیمر (انگلیسی: Geopolymer) ماده‌ای است که ضمن اینکه عایق خوبی است، از مقاومت زیادی هم برخوردار است. این سنگ مصنوعی را با استفاده از سنگهای آتشفشانی تشکیل شده از خاکسترهای آتشفشانی سفت شده نیز ساخته‌اند. سنگهای آتشفشانی با موادی قلیایی و آب یخ ترکیب شده‌اند. به گفته دانشمندان ماده ساخته شده که تحت عنوان «ژئوپلیمر معدنی» شناخته می‌شود به سختی گرانیت است و در برابر حرارت مقاوم است و قدرت آن با زیاد شدن دما افزایش می‌یابد.
خواص زمین‌بسپار آن را به ماده‌ای ایده‌آل برای مواد ساختمانی تبدیل می‌کند. این ماده اما می‌تواند استفاده‌های دیگری هم داشته باشد: مثلاً به عنوان جایگزینی برای پلی‌استایرن که در اسفنج عایق‌سازی استفاده می‌شود. زمین‌بسپار ساختار متخلخل غیرمعمولی دارد که به آن اجازه می‌دهد به اصطلاح «نفس» بکشد. این ماده ضمن جذب آب آن را به هوا بازمی‌گرداند و به این ترتیب به تنظیم رطوبت می‌پردازد و حتی بوها را به خود جذب می‌کند. این امر آن را به ماده‌ای مناسب برای پوشش فلزات تبدیل می‌کند تا از زنگ‌زدگی آن‌ها جلوگیری کند. پژوهشگران می‌گویند که با این مشخصات خاص، ژئوپلیمر جدید می‌تواند حتی در صنعت هوانوردی برای پوشش اجزای فضاپیماها مورد استفاده قرار گیرد.

## سیمان زمین‌بسپار

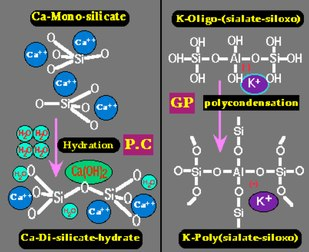
مقایسه شیمیایی سیمان پرتلند و سیمان زمین‌بسپار.

سیمان ژئوپلیمر ترکیبی از مصالح زمین‌شناختی طبیعی سیلیکات و آلومینا است و از این جهت ژئوپلیمر یا طبیعت‌دوست نامیده می‌شود. این سیمان برنگ سبز است و از لحاظ زیبایی سطح کار شده مناسب است. همچنین مناسب لوله‌های فشاری و تونلهای آبرسان است و در کارهای دریای به دلیل آنکه نمک بر آن تأثیری ندارد استفاده می‌شود.
حلال قلیایی هیدروکسید سدیم و هیدروکسید پتاسیم (ضایعات صنایع شیمیایی و پتروشیمی) به‌طور جداگانه تهیه می‌گردد، سپس آن را به مایع سیلیکات سدیم اضافه می‌کنند و این حلال با پودر خاکستر زغال سنگ (ضایعات احتراق زغال سنگ) مشابه با ترکیب آب با سیمان مخلوط می‌شود. تفاوت عمده بین زمین‌بسپارها و سیمان پرتلند در اینست که مکانیسم آن از طریق آب‌دهی صورت نمی‌گیرد بلکه با واکنش بسپارش (پلیمریزاسیون) در یک زمان کوتاه اتفاق می‌افتد، در حالیکه آب‌دهی سیمان اصولاً تا یک ماه ادامه دارد و تا یک سال کامل می‌شود. زمین‌بسپارش (ژئوپلیمریزاسیون) واکنشی بین کاتویونهای شیمیایی جهت تشکیل سیلیکات آلومینیوم است.
اتمهای سیلیسیوم و آلومینیوم با یکدیگر واکنش داده و مولکولهایی تشکیل می‌دهند که از لحاظ شیمیایی و ساختاری مشابه مواد چسبنده در سنگ می‌باشند؛ بنابراین فناوری تولید سیمانی را در نظر می‌گیریم که در آن سنگ آهک بکار نرفته و در عوض سیلیکات آلومینیوم بکار می‌رود. سیمان ژئوپلیمر کاربردهای گوناگونی دارد و توانایی جایگزینی با سیمان پرتلند را دارد. ژئوپلیمر می‌تواند مشابه سیمان پرتلند با سنگدانه‌های ریز و درشت و دیگر مصالح ترکیب شود و به صورت بتن یا ملات بکار روند.
این بتن در مقایسه با بتن سیمانی مقاومت کششی و فشاری بیشتر، سرعت سخت شوندگی بالا، تخلخل و نفوذپذیری کمتر، و مقاومت فوق‌العاده در برابر حریق و حملات شیمیایی دارد.